# Großenheerse

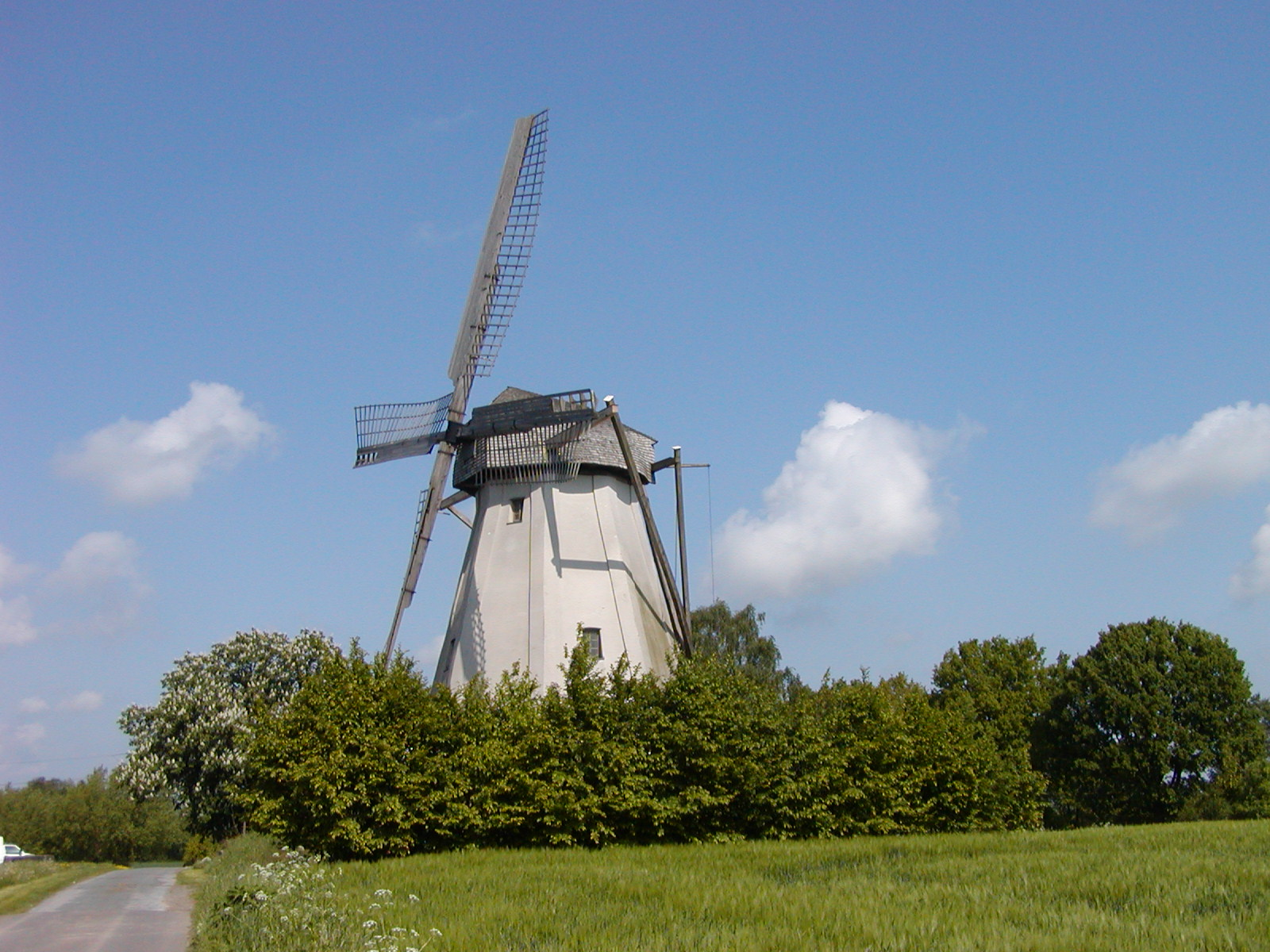
Windmühle Großenheerse

Großenheerse ist ein Ortsteil von Petershagen im Kreis Minden-Lübbecke in Ostwestfalen.

## Geographie
Der Ort liegt nördlich der Kernstadt; im Osten grenzt Großenheerse mit einer kurzen Strecke an die Weser (gegenüber liegt der Ortsteil Döhren) und der Ortsteil Buchholz (Petershagen), im Norden und Westen an den Landkreis Nienburg in Niedersachsen und im Süden an den Ortsteil Hävern.

## Geschichte
Großenheerse gehörte bis zur Franzosenzeit zum Amt Schlüsselburg des Fürstentums Minden. Von 1807 bis 1810 gehörte der Ort zum Kanton Petershagen des napoleonischen Satellitenstaats Königreich Westphalen. Von 1811 bis 1813 gehörte Großenheerse unmittelbar zu Frankreich und dort zur Mairie (Bürgermeisterei) Buchholz im Arrondissement Minden des Departements der Oberen Ems. Der Ort fiel 1813 wieder an Preußen und kam 1816 zum neuen Kreis Minden. Im Kreis Minden gehörte Großenheerse zum Amt Schlüsselburg. Dieses Amt wurde 1934 aufgelöst; seitdem gehörte die Gemeinde zum Amt Petershagen.
Bevor die Gemeinde bei der kommunalen Neugliederung am 1. Januar 1973 Teil der Stadt Petershagen wurde, hatte sie eine Fläche von rund 2,36 km² sowie 126 Einwohner (31. Dezember 1972).

## Kultur und Sehenswürdigkeiten
- Die Großenheerser Windmühle besitzt einen achteckigen Mühlenturm, der aus Backsteinen gemauert und voll verputzt ist. Der Wall-Holländers von 1863 mit seinen bis unter die Mühlenhaube reichenden Ecklisenen ist eine einmalige Bauform im Bereich der Westfälischen Mühlenstraße. Die Segelflügel und der Stert sind nie modernisiert worden. In den 1990er Jahren gab es ein Konzept, diese Mühle als technische Ausbildungsmühle für die anderen Mühlen zu definieren, um in Schulungen dem örtlichen, meist ehrenamtlich arbeitenden Personal das Handwerk des Windmüllerns beizubringen. Das Konzept ist bisher nicht umgesetzt worden.

- Im Jahr 1997 bildete sich die Gruppe „Gro(w)Art“ – Kunst im Schweinestall in Petershagen-Großenheerse[3]

## Wirtschaft und Infrastruktur
- Im Müllerhaus befindet sich ein Café-Restaurant mit Übernachtungsmöglichkeiten.
- Durch Großenheerse führen die Fernradwege Mühlenroute und Weserradweg.